# Hot Issue (EP)
Hot Issue é o segundo extended play (EP) do grupo sul-coreano Big Bang. O seu lançamento ocorreu em 22 de novembro de 2007 pela YG Entertainment. Para a sua promoção, Hot Issue lançou "Last Farewell" como seu single principal, na mesma data do EP.

## Antecedentes e lançamento
Através do lançamento do primeiro EP do Big Bang, Always e de sua respectiva faixa título "Lies" em agosto de 2007, aumentou-se ainda mais a popularidade do grupo na Coreia do Sul. Seguindo o êxito de Always, foi lançado três meses depois, o EP Hot Issue, que possui todas as suas canções escritas por G-Dragon. Sua faixa título "Last Farewell", ocupou o primeiro lugar nas paradas musicais sul-coreanas online, incluindo o Juke-On, onde permaneceu na primeira colocação por oito semanas consecutivas, além disso, venceu o prêmio de Canção do Mês pelo Cyworld Digital Music Awards.
Hot Issue foi lançado em ambos os formatos digital e físico, sendo comercializado em seu formato físico, em duas versões de cores diferentes, sendo elas vermelho e laranja, ambas contendo o mesmo número de faixas.

## Lista de faixas
| N.º            | Título                                      | Letras         | Música                          | Arranjos       | Duração |  |
| 1.             | "Hot Issue" (Intro)                         | G-Dragon       | G-Dragon                        | Brave Brothers | 1:23    |  |
| 2.             | "Fool" (바보; Babo)                         | G-Dragon       | G-Dragon                        | Brave Brothers | 3:46    |  |
| 3.             | "But I Love U" (G-Dragon solo)              | G-Dragon       | G-Dragon, Kush                  | Kush           | 4:15    |  |
| 4.             | "I Don't Understand"                        | G-Dragon       | Choi Pil-kang                   | Choi Pil-kang  | 4:06    |  |
| 5.             | "Crazy Dog"                                 | G-Dragon       | G-Dragon, Brave Brothers, Perry | Brave Brothers | 3:40    |  |
| 6.             | "Last Farewell" (마지막 인사; Majimak Insa) | G-Dragon       | G-Dragon, Brave Brothers        | Brave Brothers | 3:52    |  |
| Duração total: | Duração total:                              | Duração total: | Duração total:                  | Duração total: | 21:01   |  |

Notas
- Hot Issue (Intro)" contém vocais não creditados de CL.
- "But I Love U" contém demonstrações de "Rhu", produzida e gravada por Redd Holt Unlimited.[4]
- "Crazy Dog" contém demonstrações de "You In the Fantasy" (hangul: 환상 속의 그대; rr: Huansang Sogae Goodae) de Seo Taiji and Boys.[4]

## Desempenho nas paradas musicais
Hot Issue posicionou-se em número dois na parada anual da Hanteo com vendagem de 81 mil cópias na Coreia do Sul.

### Posições
| Paradas (2007)                              | Melhor posição |
| ------------------------------------------- | -------------- |
| Coreia do Sul (Hanteo Annual Top 100 Chart) | 2              |

## Histórico de lançamento
| Região        | Data                   | Formato             | Gravadora                       |
| ------------- | ---------------------- | ------------------- | ------------------------------- |
| Coreia do Sul | 22 de novembro de 2007 | CD download digital | YG Entertainment Yedang Company |